# 先锋2号
先锋2号（英語：Vanguard 2）是美国海军部于1959年2月17日发射的一颗人造地球卫星。是第一颗气象卫星，设计用来观测云层分布，但因为它的自转轴不稳定，因此其数据无法被利用。设计轨道寿命为300年，目前仍然在轨。